# 小行星5232
小行星5232（英語：5232 Jordaens）是一颗围绕太阳公转的小行星。1988年8月14日，艾瑞克·怀特·埃尔斯特在上普罗旺斯发现了此天体。
这颗小行星的绝对星等为96.70697等。